# Buch-St. Magdalena
Buch-St. Magdalena est une commune autrichienne du district de Hartberg-Fürstenfeld, en Styrie. Elle a été créée le 1er janvier 2013 à la suite de la fusion des communes de Buch-Geiseldorf et Sankt Magdalena am Lemberg.